# Soul Scars
Soul Scars è un album dei Disfear pubblicato nel 1995 dalla Distortion Records.

## Tracce
1. Soul Scars
2. Left to Die
3. The Ultimate Disaster
4. To Hell and Back
5. Weak
6. Sobriety
7. The Price of Ignorance
8. All This Fear
9. The True Face of War
10. Grim Reality
11. After the Revival
12. Anxious
13. Disavowed